# Nadia Yassine
Nadia Yassine (tiếng Ả Rập: نادية ياسين) (sinh tháng 12 năm 1958) là người đứng đầu chi nhánh phụ nữ của phong trào Hồi giáo Ma-rốc Al Adl Wa Al Ihssane (Công lý và Tâm linh). Sinh ra ở Casablanca, Morocco, cô là con gái của người sáng lập cùng tổ chức Cheikh Abdesslam Yassine.